# Tipula (Sinotipula) hypsistos
Tipula (Sinotipula) hypsistos is een tweevleugelige uit de familie langpootmuggen (Tipulidae). De soort komt voor in het Oriëntaals gebied.